# Campeonato Mundial de Ciclocrós de 1997
El XLVII Campeonato Mundial de Ciclocrós se celebró en Múnich (Alemania) el 2 de febrero de 1997 bajo la organización de la Unión Ciclista Internacional (UCI) y la Federación Alemana de Ciclismo.

## Medallistas
| Evento    | Oro                      | Plata                       | Bronce                |
| --------- | ------------------------ | --------------------------- | --------------------- |
| Masculino | Daniele Pontoni · Italia | Thomas Frischknecht · Suiza | Luca Bramati · Italia |

### Masculino
| Puesto            | Ciclista               | País         | Tiempo  |
| ----------------- | ---------------------- | ------------ | ------- |
| Medalla de oro    | Daniele Pontoni        | Italia       | 1:00:40 |
| Medalla de plata  | Thomas Frischknecht    | Suiza        | 1:01:03 |
| Medalla de bronce | Luca Bramati           | Italia       | 1:01:03 |
| 4                 | Adrie van der Poel     | Países Bajos | 1:01:15 |
| 5                 | Wim de Vos             | Países Bajos | 1:01:33 |
| 6                 | Erwin Vervecken        | Bélgica      | 1:01:53 |
| 7                 | Franz Josef Nieberding | Alemania     | 1:02:05 |
| 8                 | Beat Wabel             | Suiza        | 1:02:19 |